# Matthew Mockridge

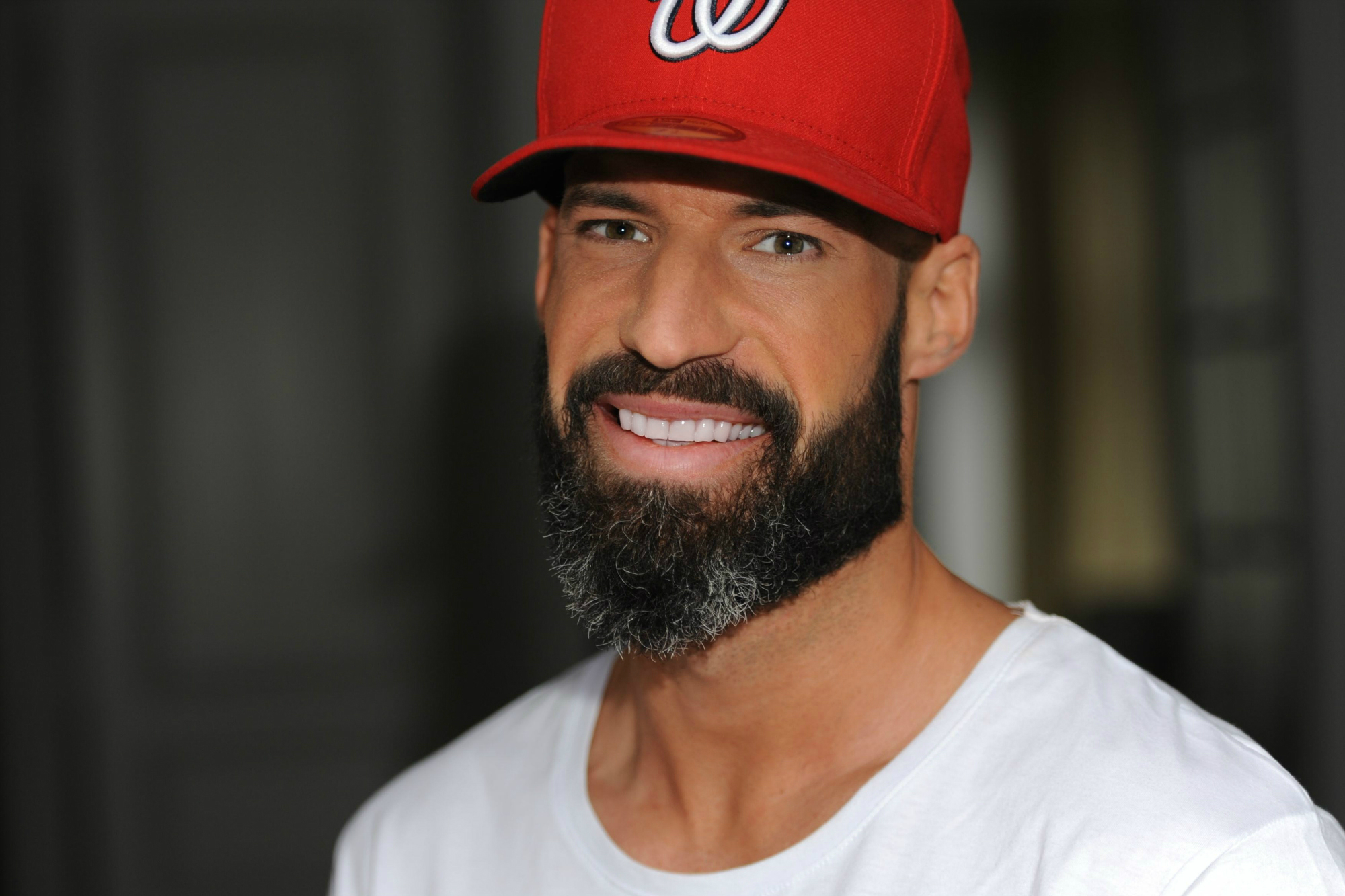
Matthew Mockridge, 2014

Matthew William Enrico „Matt“ Mockridge (* 1. September 1986 in Bonn) ist ein in Deutschland aufgewachsener Unternehmer und Autor mit italienischer und kanadischer Staatsbürgerschaft. Er war Gründungsmitglied der Boygroup Part Six.

## Karriere
Mockridge gründete 2006 zusammen mit Tim Niesel die Boygroup Part Six, die vom Major-Label EMI unter Vertrag genommen wurde. Die Band wurde im September 2006 mit der Single Want Ya! bekannt, einer Coverversion des schwedischen Pop-Idol-Teilnehmers Darin. Mockridge verließ die Band 2007. Bis 2008 war er mit der Sängerin LaFee liiert.
2008 war Mockridge der Moderator der Sendung Matts Video Mission bei Jamba TV. In der WDR-Fernsehserie Die Mockridges spielte er sich selbst.

## Privates
Matthew Mockridge ist einer von sechs Söhnen der Schauspieler und Kabarettisten Bill Mockridge und Margie Kinsky. Seine Geschwister sind:
- Nick (* 1984), Regisseur
- Luke (* 1989), Comedian
- Lenny (* 1991), Musiker
- Jeremy (* 1993), Schauspieler
- Liam (* 1997), Schauspieler

Seit September 2018 ist er mit Sarah-Lia Altenbach verheiratet, das Paar hat ein Kind. Seit Februar 2018 lebt die Familie in einem Van in Australien.

## Projekte
Er ist Unternehmer und zusammen mit Florian Eckelmann, Siamak Ghofrani und David Zimek der Veranstalter mehrerer Events. Er wurde 2010 zum Senator des College of Business Administration der Florida International University ernannt, wo er auch Mitglied der Studentenverbindung Pi Kappa Alpha Fraternity ist. Neben der Organisation der Neonsplash Paint Party, des Zombie Runs (ein Hindernislauf, bei dem die Teilnehmer von „Zombies“ gejagt werden), des City Slides (einer 500-m-Wasserrutsche durch die Stadt) und des Star Camps (einer Ferienanlage mit Workshops für angehende Sänger) hält Mockridge auch Vorträge und bietet Beratungen für Unternehmen und Privatleute an.

## Bücher
- Dein nächstes großes Ding. Gute Ideen aus dem Nichts entwickeln, Gabal Verlag, Offenbach am Main 2016, ISBN 978-3-86936-692-0.
- Mit Freunden macht man (keine) Geschäfte, Gabal Verlag, Offenbach am Main 2016
- 66 Day Journal. Mache in nur 66 Tagen deine Vision zur Realität, Köln 2016
- SUPERNOTES. Die Methoden, Systeme und Routinen von Ausnahmeperformern aus Business, Sport und Entertainment, Köln 2017
- GATE C30. Eine Geschichte über wahres Lebensglück, Gabal Verlag, Offenbach am Main 2017, ISBN 978-3-86936-798-9.